# Stati Uniti d'America ai Giochi della XXIV Olimpiade
Gli Stati Uniti d'America parteciparono ai Giochi della XXIV Olimpiade, svoltisi a Seul, Corea del Sud, dal 17 settembre al 2 ottobre 1988, con una delegazione di 527 atleti impegnati in ventisette discipline.

## Medaglie
| Medaglia | Nome        | Sport      | Evento          |
| -------- | ----------- | ---------- | --------------- |
| Argento  | Stati Uniti | Pallanuoto | Torneo maschile |

## Risultati

### Pallanuoto
| Atleta | Classifica |                        |
| --- | --- | ---------------------- |
| V · D · M Nazionale maschile statunitense di pallanuoto · Giochi olimpici - Seul 1988 1 Wilson · 2 Robertson · 3 Bergeson · 4 P. Campbell · 5 Kimbell · 6 Klass · 7 Mouchawar · 8 Je. Campbell · 9 Boyer · 10 Schroeder · 11 Jo. Campbell · 12 Duplanty · 13 Evans · CT : Bill Barnett | Argento |                        |
| Nazionale maschile statunitense di pallanuoto · Giochi olimpici - Seul 1988 | |                        |
| 1 Wilson · 2 Robertson · 3 Bergeson · 4 P. Campbell · 5 Kimbell · 6 Klass · 7 Mouchawar · 8 Je. Campbell · 9 Boyer · 10 Schroeder · 11 Jo. Campbell · 12 Duplanty · 13 Evans · CT: Bill Barnett                                                                                        | 1 Wilson · 2 Robertson · 3 Bergeson · 4 P. Campbell · 5 Kimbell · 6 Klass · 7 Mouchawar · 8 Je. Campbell · 9 Boyer · 10 Schroeder · 11 Jo. Campbell · 12 Duplanty · 13 Evans · CT: Bill Barnett | Stati Uniti (bandiera) |